# Kulturåret 1818

## Händelser
- 7 november – Esaias Tegnér blir invald i Svenska Akademien (stol 8)[1]
- okänt datum – Esaias Tegnér får Svenska Akademiens stora pris för Svea.
- okänt datum – Teatern Old Vic i London öppnar.[2]

## Nya verk
- 12 december – Esaias Tegnérs dikt Karl XII framförs vid en fest i Lund till minne av Karl XII.
- Mary Shelley ger ut sin roman Frankenstein.
- Jane Austens romaner Northanger Abbey och Övertalning gavs ut postumt.

## Födda
- 7 januari – Andrea Busiri Vici (död 1911), italiensk arkitekt.
- 13 januari – Carl Johan Lewerth (död 1888), svensk kyrkomusiker och tonsättare.
- 14 januari – Zacharias Topelius (död 1898), finlandssvensk författare, tidningsman och historiker.
- 16 januari – C.V.A. Strandberg (död 1877), svensk författare och journalist.
- 26 januari – Amédée de Noé (död 1879), fransk karikatyrist.
- 28 januari – Alfred Stevens (död 1875), brittisk skulptör.
- 8 februari – Wilhelm Camphausen (död 1885), tysk bataljmålare.
- 13 februari – Anton Melbye (död 1875), dansk målare.
- 1 mars – Julius Günther (död 1904), svensk operasångare, sångpedagog och kördirigent.
- 3 mars – Carl Ferdinand Lindh, svensk dekorationsmålare.
- 27 mars – Jacob Axel Josephson (död 1880), svensk tonsättare.
- 31 mars – Carolina Granberg (död 1884), svensk premiärdansös.
- 6 april – A.O. Vinje (död 1870), norsk författare och journalist.
- 5 maj – Karl Marx (död 1883), tysk författare, journalist, sociolog, nationalekonom, historiker och filosof.
- 8 maj – Mathilda Indebetou (död 1903), svensk konsertpianist.
- 10 maj – Johan Vilhelm Gertner (död 1871), dansk målare.
- 18 maj – Gunnar Olof Hyltén-Cavallius (död 1889), svensk diplomat, folklivsforskare och etnolog.
- 20 maj – Jens Christian Hostrup (död 1892), dansk författare.
- 17 juni – Charles Gounod (död 1893), fransk kompositör.
- 17 juli – Carl Sillén (död 1888), svensk musiker och tonsättare.
- 22 juli – Betty Ehrenborg (död 1880), svensk pedagog, författare och psalmförfattare.
- 29 juli – Ivan Ajvazovskij (död 1900), armenisk-rysk konstnär.
- 30 juli – Emily Brontë (död 1848), brittisk författare.
- 13 augusti – Johan Daniel Herholdt (död 1902), dansk arkitekt.
- 28 augusti – Adolphe Appian (död 1898), fransk målare och etsare.
- 29 september – Kilian Zoll (död 1860), svensk konstnär.
- 9 november – Ivan Turgenjev (död 1883), rysk författare.
- 2 december – Charles Potvin (död 1902), belgisk författare.
- 28 december – Johan Jolin (död 1884), svensk skådespelare, pjäsförfattare, sångtextförfattare, tecknare och översättare.
- okänt datum – Alexander Hunter Murray (död 1874), kanadensisk konstnär.
- okänt datum – Charlotta Öberg (död 1856), svensk poet.

## Avlidna
- 25 januari – Elias Martin (döpt 1739), svensk målare.
- 17 februari – Peter Askergren (född 1767), svensk tonsättare, violast och organist.
- 29 juli – Johan Gabriel Oxenstierna (född 1750), svensk författare
- 5 augusti – Adolf Ulrik Wertmüller (född 1751), svensk konstnär.
- 7 oktober – Gudmund Jöran Adlerbeth (född 1751), svensk skald, lärd och statsman.
- 22 oktober – Joachim Heinrich Campe (född 1746), tysk författare och lingvist.
- 19 september – Jöns Ljungberg (född 1736), svensk schatullmakare och möbelsnickare.
- 4 oktober – Josef Abel (född 1768), tysk historiemålare.
- 1 december – Carl Fredric von Breda (född 1759), svensk konstnär, professor vid Konstakademien.